# Schmidt Ferenc (orvos)
Schmidt Ferenc  (Zalaegerszeg, 1881. január 21. – San Diego (Kalifornia), Amerikai Egyesült Államok, 1958. július 29.) magyar belgyógyász, kardiológus balneológus, egészségügyi főtanácsos. A balatonfüredi Erzsébet Szanatórium igazgató-főorvosaként (1912–1952 között) ismert, mint a szőlőgyógymód népszerűsítője, illetve Ady Endre és Rabindranáth Tagore orvosa, de a két világháború között a miniszterek nagy része (pl. Klebelsberg Kuno és Hóman Bálint) is a páciense volt.

## Élete
A bencések győri gimnáziumában érettségizett. 1898-ban a bécsi és grazi egyetemen kezdte el felsőbb tanulmányait, ahol 1903-ban vagy 1904-ben orvosi oklevelet szerzett. 1906-tól Bécsben, 1907-től Budapesten dolgozott a katonaságnál mint főorvos, később mint ezredorvos. 1922-ben kapott orvosi képesítést a budapesti egyetem orvosi karán. Ő lett az első, kizárólagosan kardiológus magántanár – addig még nem volt önálló terület a szívgyógyászat, előtte általában a „mellkasi bajok” vagy a „szív- és tüdőbetegségek terápiájából” nyerték el ezt a képesítést. Ő azonban – többedmagával – e fokozatra már „a szív és vérereknek bajai és ezek orvoslástana, különös tekintettel a physikai orvoslásmódokra” tárgyköréből habilitált. Az ezerkilencszázharmincas évek végén kapta meg az egyetemi rendkívüli tanári titulust. Ez egyben a balatonfüredi szívszanatórium rangjának elismerését is jelentette. 1944 és 1958 között gyakran jelentek meg publikációi az újságokban.
Adyval először a Városmajor Szanatóriumban találkozott, amely intézménynek 1912 tavaszán, Kétly Károly professzor javaslatára került az élére. Az első világháborúban katonaorvos, majd törzsorvosi ranggal nyugállományba helyezték. Ebben az időben vált Füred fürdőtelepe teljes mértékben katonakórházzá, ahol a sebesültek rehabilitációját végezték. Így lett 1915-től a szívszanatórium igazgató-főorvosa 1952-ig, amikor is állásából felmentették. Rabindranáth Tagore Nobel-díjas indiai költőt is ő kezelte 1926-ban, sikerrel, amiről egy angol nyelven neki ajánlott fénykép és róla elnevezett sétány tanúskodik. Régi balatonfüredi Mangold-hagyományként (mivel Mangold Henrik főorvos volt a kezdeményezője) könyvet írt a szőlőgyógymódról. Megszervezte a Balatonfüredi Napokat, amelyeken az ország legkiválóbb szakemberei tartottak előadást. Az 1936-ban megjelent, az „Idült szívelégtelenség” című munkáját, a maga – még az EKG-korszak előtti – korában, az orvosi gyakorlatban való hasznossága miatt tartották fontosnak. Nagy hangsúlyt kaptak benne a szénsavas és egyéb fürdők, kiegészítve a szőlőkúrával.
1956-ig magánorvosként működött, majd kivándorolt a családja után az Amerikai Egyesült Államokba, ahol 1958-ban bekövetkezett haláláig élt.

## Művei
1929 és 1940 között számos cikke megjelent az Orvosi Hetilap hasábjain. Főbb művei:
- Balatonfüred gyógytényezői és gyógyjavallatai (Orvosi Hetilap, 1913)
- A balatoni szőlőgyógymód (A Magyar Királyi Balatoni Intéző Bizottság kiadása, 1933)
- Idült szívelégtelenségek (Bp., 1936)